# Hermann de Salm
Hermann de Salm (né vers 1040/1045 – château impérial de Cochem, 28 septembre 1088, inhumé à Metz), également connu sous le nom de Hermann de Luxembourg, fut comte de  Salm et antiroi des Romains de 1081 jusqu'à sa mort. Hermann est un précurseur de la Maison de Salm.

## Biographie

### Origines

Armoiries de Salm.

On considère généralement que Hermann appartient à la maison d'Ardenne et qu'il est le fils cadet du comte Giselbert de Luxembourg et de son épouse inconnue. Son arrière grand-père, Sigefroid de Luxembourg, fut le premier comte d'un territoire sur la Moselle en Lorraine qui allait devenir le comté de Luxembourg.
Frère cadet du comte Conrad Ier, Hermann avait reçu en seigneurie le château de Vielsalm, sur la rive de la Salm (Glain) en Ardenne, sans doute venu de sa mère. Son homonyme l'évêque Hermann de Metz lui cède l'avouerie de Senones. Lors de son élection, les chroniqueurs n'évoquent pas les qualités qui auraient motivées les électeurs en sa faveur, c'est peut-être son effacement et son absence de mérite qui leur convenaient.

### L'antiroi
Après la mort de l'antiroi Rodolphe de Rheinfelden des blessures reçues le 15 octobre 1080 lors de la bataille de Hohenmölsen au bord de l'Elster Blanche, où les troupes impériales avaient été forcées de reculer, Hermann entre en conflit avec Henri IV du Saint-Empire dans le cadre de la querelle des investitures. Le roi salien bien qu'excommunié décide de descendre en Italie, où il tente de s'emparer de Rome le 21 mai 1081 et de nouveau en 1082. Ce n'est qu'en 1083  qu'il prend la cité et installe Guibert de Ravenne à Saint-Pierre de Rome le 28 juin pendant que le pape Grégoire VII continue à résister dans le Château Saint-Ange. L'antipape Clément III couronne finalement Henri IV le 31 mars 1084 pendant que Grégoire VII va mourir en exil chez ses alliés normands du sud de l'Italie le 25 mai 1085. Le nouvel empereur rentre en Germanie et reprend la direction de l'Empire qui sombrait dans l'anarchie. Dans les diocèses vacants, les candidats au siège s'opposent, pendant que les petits vassaux s'affranchissent de tout pouvoirs et usurpent les droits féodaux. Pendant ce temps, en Allemagne, le parti réformiste n'a pas disparu. On avait tergiversé sur le choix du successeur à donner à Rodolphe de Rheinfelden. Le comte Otton de Nordheim, la tête de la révolte des Saxons, semblait avoir le meilleur candidat; néanmoins, immobilisé par une jambe brisée, il doit laisser le champ libre à Hermann de Salm qui est élu à Ochsenfurt le 6 aout 1081, par la noblesse du duché de Saxe et du duché de Souabe réunies. L'archevêque Sigefroi Ier de Mayence le couronne à Goslar le 26 décembre.

### Campagnes militaires

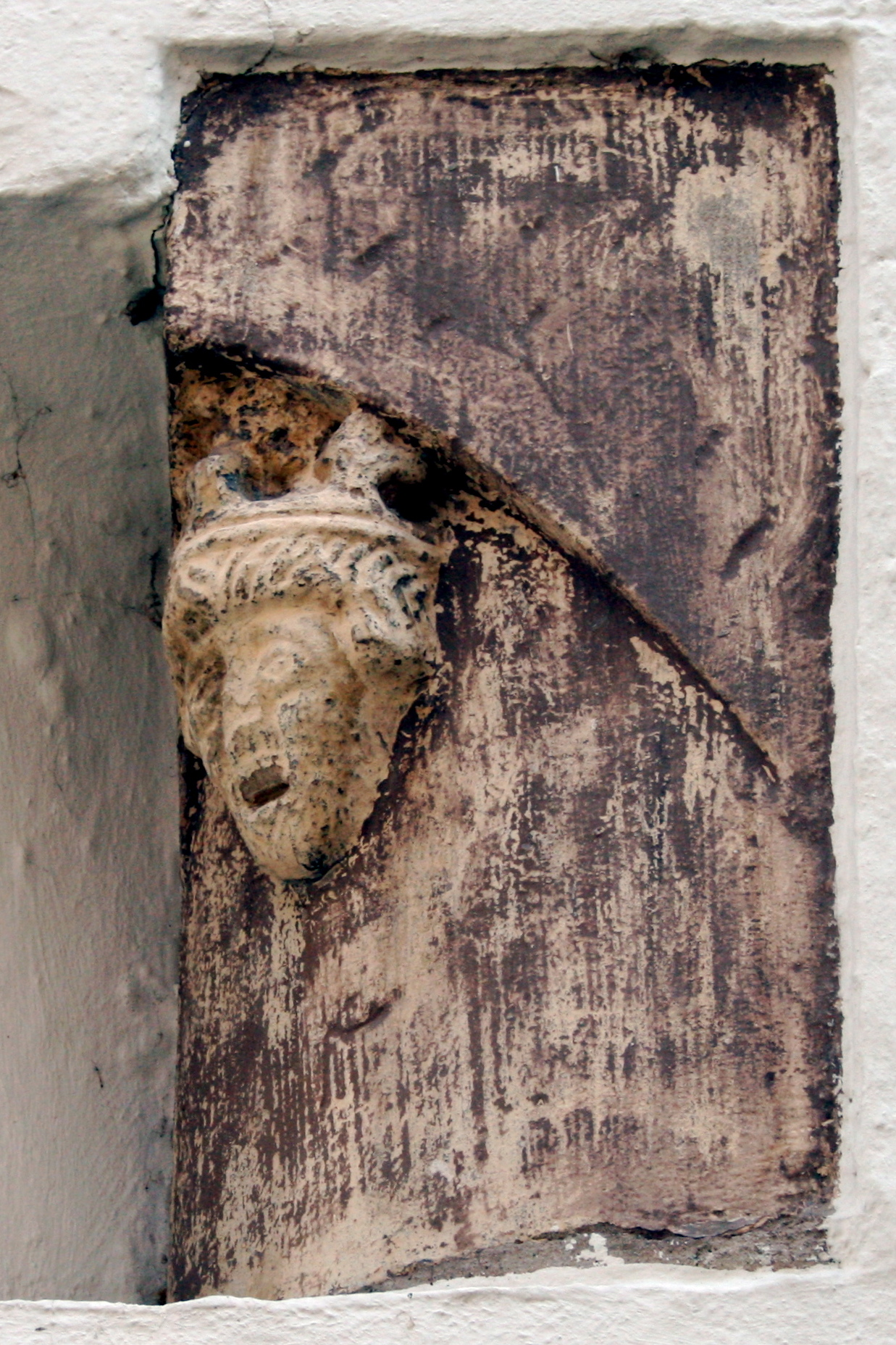
Le « roi des aulx » sur la façade de l'hôtel de ville de Eisleben.

L'influence d'Hermann se limite à la Saxe ; même sa parenté de la maison de Luxembourg est restée fidèle à l'empereur. Son plan qui était de rassembler une armée sur les bords du Danube et de marcher sur l'Italie est anéanti par la mort de son principal partisan Otto de Nordheim au début de 1083.
Le nouveau pape Victor III d'esprit conciliateur réussit à ramener la sérénité sur le plan religieux et l'unité du clergé allemand est rétabli. Henri IV accorde le titre de roi en avril 1085 au duc Vratislav II de Bohême afin de sceller leur alliance et lorsqu'il pénètre la même année en Saxe avec une armée, Hermann s'enfuit au Danemark. Il revient cependant après avoir conclu une alliance avec le duc Welf Ier de Bavière, le margrave Egbert II de Misnie son plus actif partisan, réussit à battre Henri IV à la bataille de Bleichfeld sur la rivière Main près de Wurzbourg mais cette victoire n'empêche par le parti des révoltés de ce déliter car il ne représentait plus que des intérêts personnels.
Peu après cette victoire, alors que Henri IV se fait reconnaître même en Saxe, las d'être un pion entre les mains de grands du royaume, Hermann se retire dans ses états patrimoniaux. Il meurt obscurément près de Cochem le 28 septembre 1088, mettant ainsi un terme à la guerre civile. Dans la région d'Eisleben, la coutume du « mercredi des aulx » après la Pentecôte remonte à l'époque à laquelle Hermann se trouvait en Saxe.

### Union et postérité
Hermann de Salm avait épousé Sophie de Formbach, qu'il rendit mère :
- Otto Ier, qui lui succède à Salm avant de devenir comte palatin du Rhin ;
- Hermann II de Salm, épousa Agnès de Bar ;
- Dietrich (Thierry) de Salm.